# Jonny Coyne

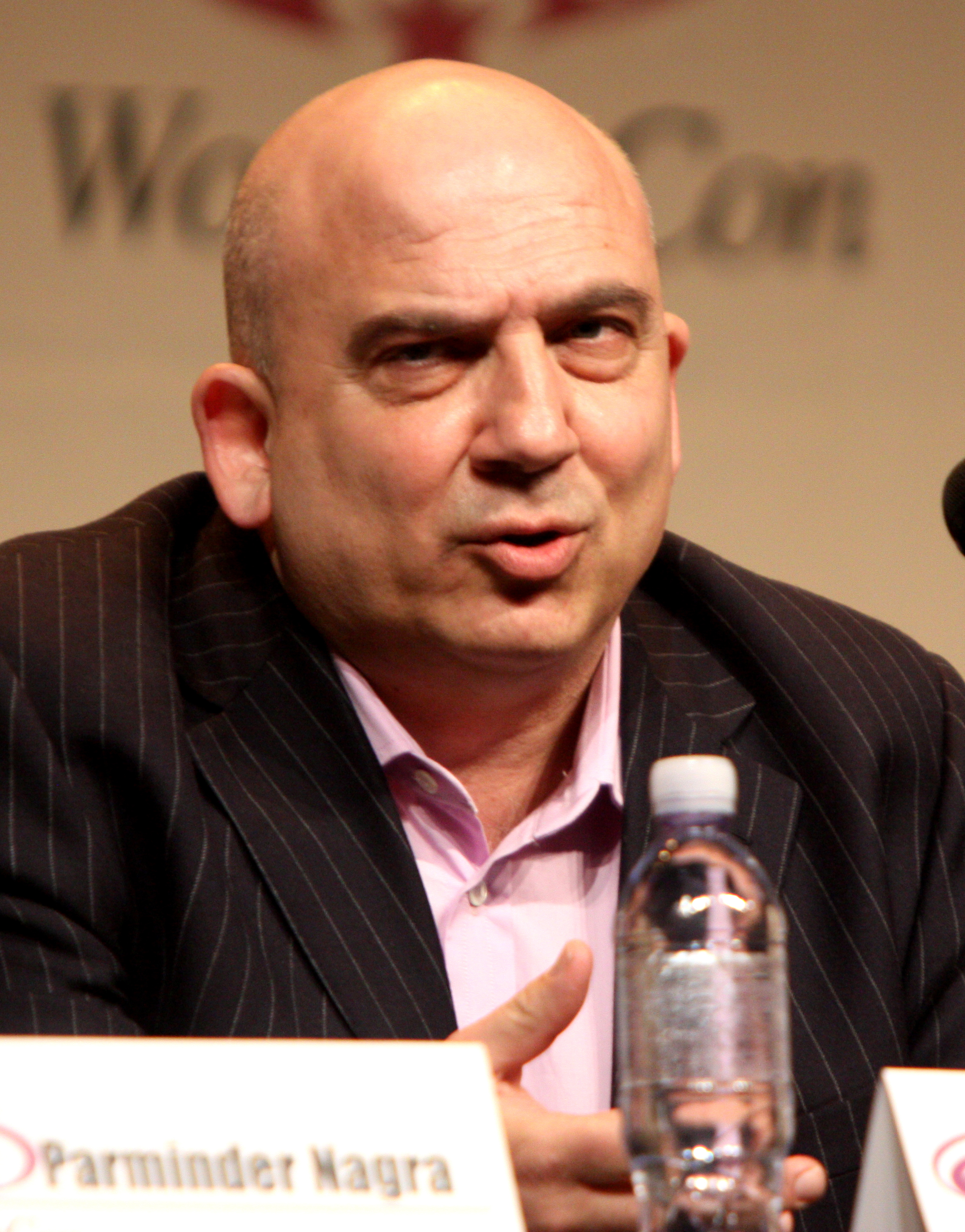
Jonny Coyne auf der WonderCon (2012)

Jonathan „Jonny“ Coyne (* 1. Januar 1953 in England) ist ein britischer Schauspieler.

## Leben und Karriere
Jonny Coyne wurde als zweites von drei Kindern eines Fußballspielers und einer Schneiderin in England geboren. Er trat bereits während seiner Schulzeit in Bühnenstücken auf, darunter auch in Hauptrollen einiger Werke wie Oscar Wildes Hang of the Gaol. Seine Darbietungen ermöglichten ihm, nach der Schule an der Royal Academy of Dramatic Art in London zu studieren, die er später mit dem Hannam Clarke Award wieder verließ.
Seine erste Rolle vor der Kamera übernahm Coyne im Jahr 1990 in einer Episode der Serie London's Burning. In der Folge trat er in mehreren britischen und US-amerikanischen Serien in zumeist Gastrollen auf, darunter In Deep, Casualty, EastEnders, Silent Witness, in verschiedenen Rollen, zwischen 1990 und 2008, in The Bill, Merlin – Die neuen Abenteuer, Agatha Christie’s Marple, Undercovers, NTSF:SD:SUV::, Once Upon a Time in Wonderland, Gotham, Manhattan, The Grinder – Immer im Recht, The Night Of – Die Wahrheit einer Nacht, Once Upon a Time – Es war einmal …, Twin Peaks oder MacGyver.
Eine seiner größten Rollen spielte Coyne als Wärter Edward James in der Serie Alcatraz im Jahr 2012. Weitere Seriennebenrollen seitdem waren etwa die des George de Mohrenschildt in 11.22.63 – Der Anschlag 2016 oder als Col. Jonathan Cooke zwischen 2014 und 2017 in Turn: Washington’s Spies. Ebenfalls seit 2014 ist Coyne vereinzelt in der Sitcom Mom zu sehen. Zuletzt spielte er in der Serie The Blacklist die Rolle des Ian Garvey.
Häufig ist Coyne auch in Filmen in kleineren Nebenrollen zu sehen. So gehörte er 2003 zur Besetzung von Lara Croft: Tomb Raider – Die Wiege des Lebens. 2007 war er Irina Palm und Night Junkies zu sehen. 2010 spielte er die Rolle des Gnomad in Der Nussknacker und wirkte zudem in London Boulevard mit. 2013 spielte er Grimes in Gangster Squad und Hector, die rechte Hand des von John Goodman verkörperten Marshall in Hangover 3. 2014 übernahm er in Nightcrawler – Jede Nacht hat ihren Preis die Rolle eines Pfandleihers. Weitere Filmauftritte folgten in Message from the King, Monster! Monster? oder The Nun.
Jonny Coyne lebt aktuell in Los Angeles und im Norden Londons zusammen mit seinem Sohn, welcher dort eine Karriere als Regisseur einschlagen will.

## Filmografie (Auswahl)
- 1990: London's Burning (Fernsehserie, Episode 3x04)
- 1990–2008: The Bill (Fernsehserie, 5 Episoden, verschiedene Rollen)
- 1996: Gullivers Reisen (Gulliver's Travels, Mini-Serie, Episode 1x02)
- 1996: Lügen und Geheimnisse (Secrest & Lies)
- 2003: In Deep (Fernsehserie, 2 Episoden)
- 2003: Lara Croft: Tomb Raider – Die Wiege des Lebens (Lara Croft Tomb Raider: The Cradle of Life)
- 2004: Casualty (Fernsehserie, Episode 18x24)
- 2005: EastEnders (Fernsehserie, eine Episode)
- 2006: Dark Corners
- 2007: Irina Palm
- 2007: Night Junkies
- 2008: Silent Witness (Fernsehserie, Episode 12x01)
- 2008: Sharpe's Peril (Fernsehfilm)
- 2009: Hotel Babylon (Fernsehserie, Episode 4x08)
- 2009: Merlin – Die neuen Abenteuer (Merlin, Fernsehserie, Episode 2x13)
- 2009: Big Top (Fernsehserie, Episode 1x06)
- 2010: Agatha Christie’s Marple (Fernsehserie, Episode 5x04)
- 2010: Undercovers (Fernsehserie, 2 Episoden)
- 2010: Der Nussknacker (The Nutcracker in 3D)
- 2010: London Boulevard
- 2012: Alcatraz (Fernsehserie, 13 Episoden)
- 2012: Tödliches Spiel – Would You Rather? (Would You Rather)
- 2013: Gangster Squad
- 2013: Hangover 3 (The Hangover Part III)
- 2013: NTSF:SD:SUV:: (Fernsehserie, Episode 3x05)
- 2013: Once Upon a Time in Wonderland (Fernsehserie, 2 Episoden)
- 2014: African Gothic
- 2014: Nightcrawler – Jede Nacht hat ihren Preis (Nightcrawler)
- 2014: Coffee Sex You
- 2014: Newsreaders (Fernsehserie, Episode 2x05)
- 2014–2015: Manhattan (Fernsehserie, 3 Episoden)
- 2014–2017: Turn: Washington’s Spies (Fernsehserie, 7 Episoden)
- 2014–2017: Mom (Fernsehserie, 7 Episoden)
- 2015: Gotham (Fernsehserie, Episode 1x17)
- 2015: The Grinder – Immer im Recht (The Grinder, Fernsehserie, Episode 1x07)
- 2016: 11.22.63 – Der Anschlag (11.22.63, Mini-Serie, 5 Episoden)
- 2016: The Night Of – Die Wahrheit einer Nacht (The Night Of, Fernsehserie, 2 Episoden)
- 2016: Message from the King
- 2016: Once Upon a Time – Es war einmal … (Once Upon a Time, Fernsehserie, Episode 6x04)
- 2016: Salem (Fernsehserie, 3 Episoden)
- 2017: Twin Peaks (Fernsehserie, Episode 1x16)
- 2017–2018: The Blacklist (Fernsehserie, 11 Episoden)
- 2018: MacGyver (Fernsehserie, Episode 2x14)
- 2018: Monster! Monster? (Monster)
- 2018: Beirut
- 2018: Preacher (Fernsehserie, 5 Episoden)
- 2018: The Nun
- 2020: Ma Rainey’s Black Bottom
- 2023: The Mandalorian (Fernsehserie, Episode 3x07)
- 2023: The Family Plan
- 2023: Bodies (Fernsehserie, 1 Episode)